# 미라 (항성)
미라(Mira)는 고래자리에 있는 적색 거성으로, 지구에서 약 200~400 광년 정도 떨어져 있다. 바이어 명명법에 의하면 고래자리 오미크론(Omicron Ceti)으로 부른다. 미라는 쌍성으로 적색 거성 미라 A와 반성 미라 B로 이루어져 있다. 미라 A는 밝기가 크게 변하는 변광성으로, 초신성이 아닌 별들 중 최초로 발견된 변광성이기도 하다. 용골자리 에타같은 특수한 존재를 제외하면 미라는 맨눈으로 보이다가 보이지 않는 과정을 반복하는 변광성들 중에서는 가장 밝은 항성이다. 미라까지의 거리는 정확하게 측정되지 않고 있다. 히파르코스 위성 이전까지는 약 220 광년 정도로 관측되었고, 위성의 시차 측정에서는 오차 범위 약 14% 이내에서 약 418 광년의 값이 나왔다.

## 관측 역사
고대 중국, 바빌로니아, 그리스에서 미라를 관측한 것으로 추측하고 있지만 정확도는 낮다. 신빙성 있는 첫 번째 기록은 1596년 8월 3일 천문학자 데이비드 파브리시우스가 기록한 이 별의 밝기 변화이다. 그는 수성을 관측하면서 수성의 움직임을 관찰하기 위해 근처에 있는 3등급의 어두운 별을 기준으로 삼았다. 8월 21일 기준별의 밝기는 1등급이 올라갔다. 10월 이 별은 시야에서 사라졌다. 파브리시우스는 이 별을 신성으로 생각했지만 1609년 2월 16일 이 별을 다시 발견했다.
요하네스 홀버다는 이 별이 사라졌다가 나타나는 주기를 11개월로 측정했다. 한편 요하네스 헤벨리우스도 동시에 이 별을 관측했으며 1662년 Historiola Mirae Stellae에서 이 별에 ‘미라’라는 이름을 붙였다. 여기서 미라는 ‘멋지다, 놀랍다’라는 뜻의 라틴어 단어로, 예전 어떤 별도 이런 존재는 없었음을 표현한 것이다.
이스마일 부이요는 미라의 변광 주기를 333일로 측정했는데 이는 현대 측정값인 332일보다 단 1일이 많은 수치이다. 이 오차는 무시해도 좋을 수준인데, 그 이유로 미라의 변광 주기 자체가 조금씩 변하기 때문이다.
미라가 데이비드 파브리시우스보다 먼저 인지되었음을 알려주는 기록들이 있다. 식쌍성 알골의 경우 1667년 이 별이 변광성임을 알게 되었지만 그 전에도 고대 기록 내에 이 별은 천 년에 걸쳐 관측되었음이 나타나 있다. 이는 미라의 경우도 마찬가지이다. 히파르코스의 저작 '아라투스 주석'을 번역한 카알 마니티우스는 문서 내에 미라를 언급하는 부분이 있다고 주장했다. 중세 중국(1596년)과 고려(1070년)의 천문 기록 및 히파르코스(기원전 134년)의 기록, 조선의 선조실록(1592년~1594년)에 미라가 언급된 것으로 추측한다. 이 중 중국의 경우 관측의 정교성이 떨어지기 때문에 미라의 존재를 기록한 것인지에 대해 의문을 남긴다. 한편 선조실록의 기록의 경우 이것이 객성과는 다른 항성의 일종임을 인지한 것으로 보인다.

## 미라 A
주성 A는 주계열 상태를 떠나 일생의 마지막 단계로 진행하는 중이다. 핵융합 장소가 중심핵에서 외곽부로 이동했기 때문에 항성의 부피는 크게 증가하지만, 대신 표면 온도는 떨어지며 적색 거성으로 진화한 상태이다.
외곽 부분에서 수소 연소가 일어나면서 중심핵 부분에 헬륨이 지속적으로 쌓이면, 내부의 헬륨 핵 질량은 꾸준히 상승한다. 중심핵 내 헬륨의 질량이 충분히 커져서 헬륨 연소가 시작되면 '헬륨 섬광'이라 불리는 과정이 일어난다. 헬륨 섬광은 중심핵에서의 헬륨 연소를 가속시키며 탄소와 산소를 생성한다. 중심핵은 크기가 커지면서 온도가 내려가고, 수소 연소에서 나오는 에너지는 줄어든다. 여기서 별의 밝기는 어두워지며 바깥쪽 대기는 수축하고 표면온도는 올라간다. 항성진화 중 여기에 해당되는 단계를 수평가지로 부른다.
중심핵에 있는 헬륨이 소진되면, 탄소와 산소로 이루어진 비활성 핵물질 위에 헬륨의 층이 생성된다. 미라 A는 다시 한번 부풀어 오르며 밝기가 증가하는 동시에 표면 온도는 내려간다. 이 단계를 점근거성가지로 부르며, 미라 A는 현재 이 단계에 있다.
미라의 헬륨 중심핵 외부 온도가 1천만 켈빈까지 상승하면, 수소는 별의 외곽층을 따라 점화된다. 그러나 이 단계에서 수소 연소 지역 내에서는 에너지가 전달되기 어려워지기 때문에, 내부층 사이에 압력은 증가한다. 수소 연소층은 온도가 낮아져서 핵융합 작용이 멈출 때까지 팽창한다. 이후 미라는 수축하고, 수소층에서 다시 점화 현상이 발생한다. 이런 식으로 미라는 맥동치는 점근거성가지 단계에 머물면서 불안정한 모습을 보이게 된다. 맥동 주기는 10년 혹은 그 이상이며, 이 상태로 항성은 1만 년을 보낸다. 맥동 주기를 거치면서 미라는 밝기가 증가하며, 맥동의 폭도 상승한다. 미라는 시간이 지날수록 주기가 짧고 불규칙해지면서, 밝기와 크기가 큰 폭으로 변화하게 된다.
미라 A는 불규칙한 형태를 보여주고 있다. 이 현상의 원인은 미라 표면의 밝은 흑점들 때문인 것으로 보인다. 허블 우주 망원경이 자외선 영역에서 관찰한 미라 A는 동반성을 향해 깃털 모양으로 뻗어 있는 것처럼 보였다.

### 변광
미라 A는 대표적인 변광성으로, 미라 변광성의 표준형이다. 미라 변광성에 속하는 항성들은 모두 적색 거성이며 미라처럼 80일에서 1천 일 주기로 수축과 팽창을 반복한다.
미라는 평균 밝기가 +3.5등급이며 고래자리에서 밝은 축에 든다. 미라는 밝을 때는 2.0등급, 어두워질 때는 4.9등급까지 밝기가 변한다. 극대값과 극소값의 차이는 15배에 이른다. 역사적 기록으로 추측해 보면 이보다 세 배 이상의 폭으로 밝기가 변화했으며, 극소 광도는 8.6에서 10.1등급이었다. 이로 인해 도출된 가장 밝았을 때와 가장 어두웠을 때의 가시광 영역 광도차는 1700배에 이른다. 다만 미라는 복사 에너지의 대부분을 적외선 영역에서 방출하기 때문에, 같은 경우에 적외선 영역의 광도차는 2등급 정도에 불과하다. 미라의 광도 곡선은 100일에 걸쳐 상승하다가, 200일 정도에 걸쳐 다시 하강한다.

### 질량 손실

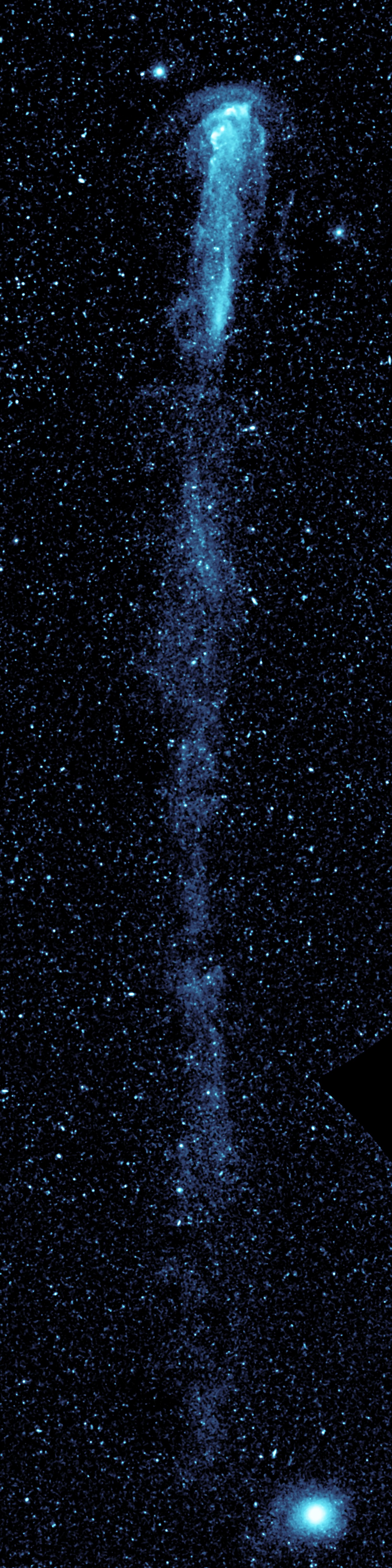
미라의 뱃머리 충격파 현상 및 꼬리를 자외선 영역에서 찍은 사진.

미국 우주항공국의 갈렉스 우주 망원경으로 미라를 자외선 영역에서 조사한 결과, 외곽 대기에서 우주 공간으로 물질이 수 만 년에 걸쳐 방출되어 13광년 길이의 꼬리가 형성되어 있었다. 꼬리의 원인은 압축된 플라즈마 및 가스로 이루어진 뱃머리 충격파로 보인다. 뱃머리 충격파 현상은 초당 130킬로미터 속도로 우주 공간을 달리는 미라 A에서 나온 항성풍과 성간 물질이 충돌하여 생긴 결과이다. 꼬리는 뱃머리 충격파의 머리 부분에서 벗겨져 나온 물질들로 이루어져 있으며, 자외선 영역에서 관측할 수 있다.

## 미라 B
1995년 허블 우주 망원경이 주성에서 70 천문단위 떨어진 곳에 있는 미라 B를 발견했다. 발견 사실은 1997년에 공표되었다. 허블 망원경의 자외선 사진 및 찬드라 우주 망원경의 엑스선 사진을 통해, 주성에서 나선 형태의 가스가 솟구쳐 올라서 반성 B로 흘러가는 현상이 관측되었다. 반성은 주성을 400년에 한 바퀴 공전한다.
2007년 반성 주위에 원시행성계 원반이 형성되어 있음이 발견되었다. 이 원시행성계 원반은 주성 미라 A에서 방출된 물질들이 B 주변에 강착 원반 형태로 모인 것이다. 이 물질들은 미라 B 주위를 도는 행성계로 자라날 것으로 보인다. 상기 관측 자료들을 통해 반성은 종전에 예측했던 백색 왜성이 아니라, 분광형 K에 질량은 태양의 0.7배 정도인 주계열성임이 밝혀졌다.

## 같이 보기
- 중요한 변광성 목록
- 미라 변광성
- 적색 거성